# Paectes flabella
Paectes flabella is een vlinder uit de familie van de Euteliidae. De wetenschappelijke naam van de soort is voor het eerst geldig gepubliceerd in 1879 door Grote.